# Anaxagoras (cratère)
Pour les articles homonymes, voir Anaxagoras.
Anaxagoras est un cratère d'impact près du pôle nord sur la face visible de la Lune. Le nom fut officiellement adopté par l'Union astronomique internationale (UAI) en 1935,,, en référence à Anaxagore de Clazomènes (500-428 av. J.-C.),,.
Anaxagoras est situé à l'est du cratère Philolaus.

## Cratères satellites
Les cratères dits satellites sont de petits cratères situés à proximité du cratère principal, ils sont nommés du même nom mais accompagné d'une lettre majuscule complémentaire (même si la formation de ces cratères est indépendante de la formation du cratère principal). Par convention, ces caractéristiques sont indiquées sur les cartes lunaires en plaçant la lettre sur le point le plus proche du cratère principal. Liste des cratères satellites de Anaxagoras : 
| Anaxagoras | Latitude | Longitude | Diamètre |
| ---------- | -------- | --------- | -------- |
| A          | 72.2° N  | 6.9° W    | 18 km    |
| B          | 70.3° N  | 11.4° W   | 5 km     |